# خليج سانت لورنس

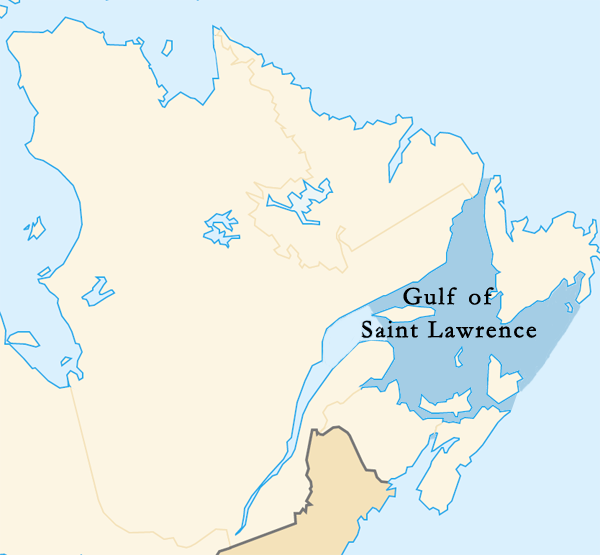
خليج سانت لورانس

خليج سانت لورانس خليج كبير يقع في جنوب شرق كندا في شمال غرب المحيط الأطلنطي، عند مصب نهر سنت لورنس، بين نوفاسكوشيا ( جنوبا ) ونيوفوندلاند ( شرقا ) وكويبك ( شمالا ) ونيوبرونزويك وشبه جزيرة جاسي ( غربا ) تربطه بالمحيط مضايق بل ايل، وكابوت، وكانسو، يمنع الجليد الملاحة فيه من أوائل ديسمبر حتى منتصف أبريل غني بالأسماك وبخاصة القد.